# 赫柯爾哈內斯猶太會堂

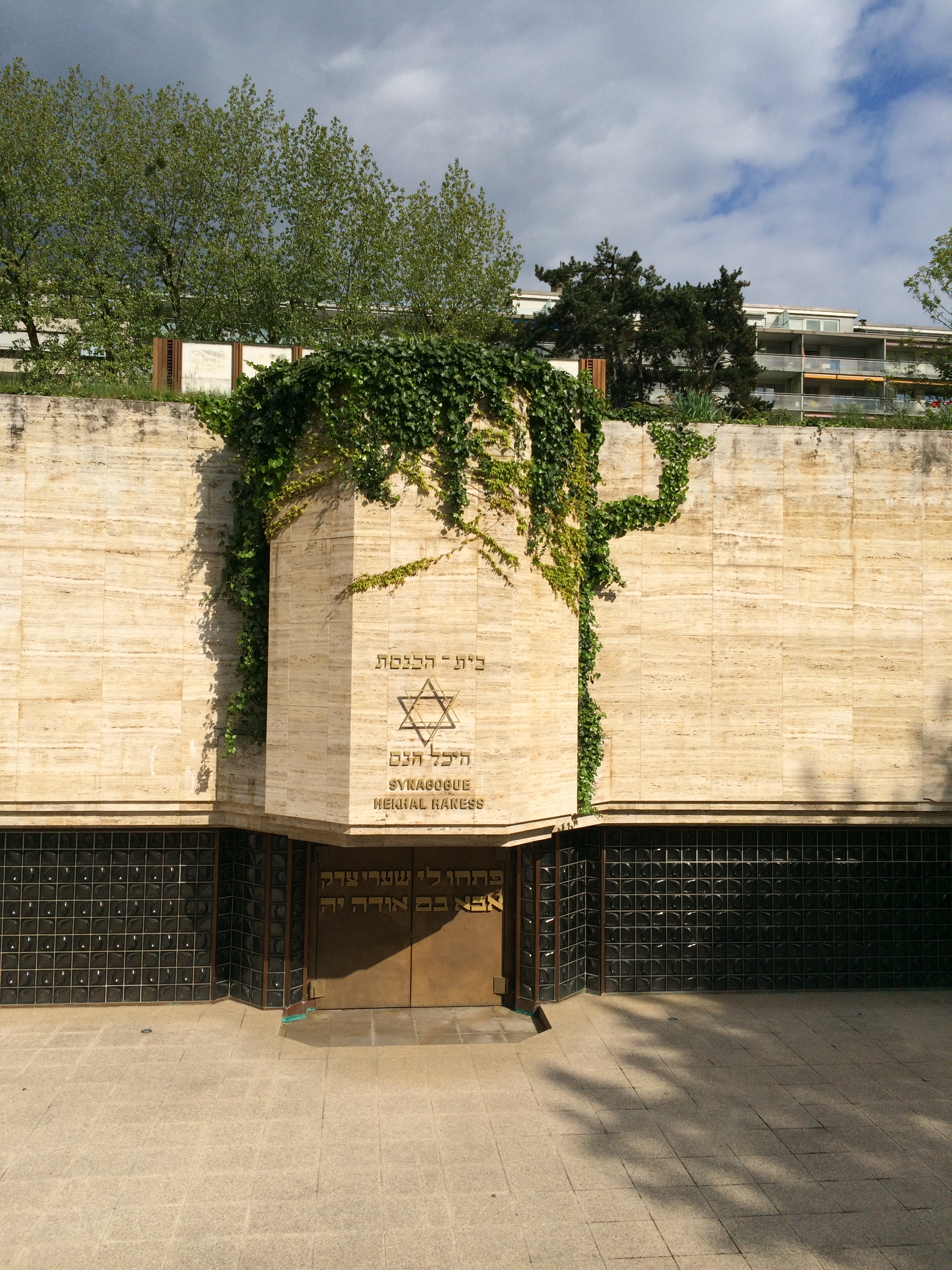
赫柯爾哈內斯猶太會堂

赫柯爾哈內斯猶太會堂（希伯來語：‎）是位於瑞士日內瓦的一座猶太會堂，也是日內瓦最大的猶太會堂。2007年5月24日，赫柯爾哈內斯猶太會堂發生起火事件。

## 外部連結
- （法文） Site web de la synagogue Hekhal Haness （页面存档备份，存于）
- （法文） Communauté Israélite de Genève （页面存档备份，存于）

46°11′47″N 6°09′52″E / 46.1963°N 6.1644°E